# 墜落大空港
『墜落大空港』（ついらくだいくうこう、The survivor、ビデオ題：ジャンボ・墜落/ザ・サバイバー）は1981年のオーストラリアのホラー映画。日本では劇場未公開。監督は俳優でもあるデヴィッド・ヘミングス、出演はロバート・パウエルとジェニー・アガターなど。

## ストーリー
ジャンボジェットが離陸直後、郊外に墜落し爆発・炎上した。だが、乗客乗員のほとんどが死亡した大惨事にもかかわらず、機長ただ一人だけが奇跡的に無傷で救出された。
事故の真相究明が続けられる中、事故現場を撮影したカメラマンや、フィルムの現像を担当した女性に不可思議な現象が起こる。その頃、事故を目撃していた女性ホッブスは機長の姿に幻影を見る。

## キャスト
※括弧内は日本語吹替（初回放送1983年7月14日 21:00～22:54『木曜洋画劇場』）
- ケラー機長 - ロバート・パウエル（英語版）（小川真司）
- ホッブス - ジェニー・アガター（宗形智子）
- 牧師 - ジョゼフ・コットン（伊井篤史）
- ベス - アンジェラ・パンチ＝マグレガー（英語版）（山田栄子）
- トゥーソン - ピーター・サムナー（英語版）（秋元羊介）
- スレーター - ラルフ・コトリール（仁内建之）
  - その他日本語吹替 - 嶋俊介、藤城裕士、島香裕、大滝進矢

## エピソード
1994年4月26日、名古屋空港で中華航空のエアバスA300-600R型ジェット旅客機が墜落炎上し、各テレビ局が特番を放送していた際に、サンテレビは『火曜洋画劇場』で「墜落大空港」を予定通り放送した。